# Лаутербахер, Хартман
Хартман Лаутербахер (нем. Hartmann Lauterbacher; 24 мая 1909 года, Ройтте, Тироль — 12 апреля 1988 года, Зеебрюк) — партийный, политический и государственный деятель эпохи нацистской Германии, заместитель имперского руководителя молодежи НСДАП и молодежи рейха, начальник штаба Гитлерюгенда (22 мая 1934 года — 8 августа 1940 года), гауляйтер Южного Ганновера — Брауншвейга (2 декабря 1940 года — 8 мая 1945 года), обергруппенфюрер СС (30 января 1944 года), группенфюрер СА (20 апреля 1940 года), обергебитсфюрер (5 июля 1933 года).

## Биография
В начале 1920-х годов примкнул к нацистскому движению. В 1922 году основал в Куфштейне (Австрия) «Дойчеюгенд» — организацию, подобную немецкому Гитлерюгенду. 19 апреля 1925 года в Розенхайме познакомился с А. Гитлером. В апреле 1927 года вступил в Гитлерюгенд (билет № 4709). С 13 сентября 1927 года — член НСДАП (партбилет № 86 837). С 13 ноября 1929 года — орстгруппенлейтер Гитлерюгенда в Брауншвейге. В феврале — марте 1930 года — руководитель Брауншвейгского района Гитлерюгенда. С 31 марта 1930 года — гауфюрер Гитлерюгенда «Южный Ганновер — Брауншвейг». С 10 апреля 1932 года — гебитсфюрер Гитлерюгенда «Вестфалия — Нижний Рейн». С 26 мая 1933 года — обергебитсфюрер Гитлерюгенда «Запад». С 22 мая 1934 года — заместитель имперского руководителя молодежи НСДАП и руководителя молодежи рейха Бальдура фон Шираха, начальник штаба Гитлерюгенда. С 1936 года — депутат Рейхстага. С 8 августа 1940 года — заместитель гауляйтера, а с 2 декабря 1940 года по 8 мая 1945 года — гауляйтер Южного Ганновера — Брауншвейга.
9 ноября 1940 года вступил в СС (билет № 382 406). С января 1941 года — прусский государственный советник, с 1 апреля 1941 года — обер-президент Ганновера. С 16 ноября 1942 года — имперский комиссар обороны Ганновера. С ноября 1943 года — имперский инспектор всех противовоздушных мероприятий, активно участвовал в мероприятиях по тотальной войне.
На посту гауляйтера Лаутербахер проводил жёсткую антиеврейскую политику, по его приказу в сентябре 1941 года еврейское население Ганновера было согнано в гетто, что стало прологом начавшейся в декабре 1941 года высылки ганноверских евреев в лагеря смерти.
Во время войны Лаутербахер отличался как фанатичный национал-социалист. Ещё 4 апреля 1945 года, за несколько дней до вступления войск союзников в Ганновер, он призвал по радио население стоять насмерть, сам же 8 апреля 1945 года, нагрузив машину сигаретами под видом торгового представителя сбежал в Гарц, а оттуда в Австрию. 12 июня 1945 года был арестован английскими войсками в Каринтии.
После войны юстиция начала ряд процессов против Лаутербахера, в том числе за преступления против человечности. В начале июля 1946 года Верховный британский армейский суд оправдал его в Ганновере по делу об убийстве союзников в тюрьме Хамельна в начале апреля 1945 года. В августе 1947 года на процессе в лагере для интернированных в Дахау его обвиняли в приказе в сентябре 1944 года расстрелять 12 американских лётчиков, сбитых в Госларе, но в октябре 1947 года он также был оправдан. В том же 1947 году на него завела дело прокуратура Ганновера. Лаутербахер, который был интернирован с конца войны в лагере Зандбостель у Бремерфёрде в Нижней Саксонии, смог сбежать 25 февраля 1948 года при невыясненных обстоятельствах и объявился затем в Италии. 27 апреля 1950 года он был арестован итальянцами и помещён в лагерь под Римом, откуда сбежал в декабре 1950 года в Аргентину. Впоследствии Лаутербахер вернулся в ФРГ и работал в Мюнхене в фирме своего брата по сбыту промышленных изделий за границу «Лабора». После того, как германская юстиция вновь занялась им, Лаутербахер снова сбежал за границу. В 1950—1960 гг. работал на Ближнем Востоке и в Африке советником и консультантом различных арабских и африканских государств. До середины 1970-х годов работал в рекламном агентстве в Дортмунде. Между 1977 и 1979 гг. был советником по молодёжным вопросам султана Омана. Затем жил в Марокко, в 1980 году вернулся в Германию, а в 1981 году поселился на постоянное местожительство в Австрии. В 1984 году опубликовал автобиографию.

## Публикации
- Hartmann Lauterbacher: Erlebt und mitgestaltet. Kronzeuge einer Epoche 1923—1945. Zu neuen Ufern nach Kriegsende; Preußisch-Oldendorf: K.W.Schütz-Verlag, 1984; ISBN 3-87725-109-9 (Автобиография)